# Anapu
Anapu é um município brasileiro localizado no estado do Pará, na Região Norte do país. Sua população estimada em 2020 era de 28 607 habitantes.

## Topônimo
O topônimo Anapu provém do Rio Anapu, cujo nome provém do tupi 'anã', que significa forte, grosso e 'pu', ruído: "ruído forte". Acredita-se o nome se deve ao barulho produzido pelo volume d'água do rio.

## Geografia
De acordo com a divisão regional vigente desde 2017, instituída pelo IBGE, o município pertence às Regiões Geográficas Intermediária e Imediata de Altamira. Até então, com a vigência das divisões em microrregiões e mesorregiões, fazia parte da microrregião de Altamira, que por sua vez estava incluída na mesorregião do Sudoeste Paraense.